# دي. ر. ماكدونالد
دي. ر. ماكدونالد (بالإنجليزية: D. R. MacDonald)‏ (1939 في كندا)؛ روائي كندي-أمريكي.